# Fondo Nacional de Desarrollo Científico y Tecnológico
El Fondo Nacional de Desarrollo Científico y Tecnológico (FONDECYT) es un fondo público del Gobierno de Chile, dependiente de la Agencia Nacional de Investigación y Desarrollo (ANID), para incentivar la investigación científica en todas las áreas del conocimiento.
Fue abierto en 1984 y desde entonces ha financiado más de 13.500 proyectos de investigación, que incluyen la participación de más de 12 mil investigadores.

## Modalidades
El programa contempla tres modalidades:
- Concurso Regular: para investigadores con trayectoria reconocida y demostrable.
- Concurso de Iniciación a la Investigación: abierto en 2006, para investigadores jóvenes y emergentes.
- Concurso de Posdoctorado en Chile: para investigadores que hayan recientemente obtenido el grado de doctor, y quisieran realizar una investigación postdoctoral en el país.